# Corvo-marinho-de-pintas
O corvo-marinho-de-pintas (Phalacrocorax punctatus) é uma espécie de ave da família Phalacrocoracidae. É endémico da Nova Zelândia.